# Lophoptera huma
Lophoptera huma là một loài bướm đêm trong họ Noctuidae.